# Walbke
Die Walbke, auch als Walbach oder Ölgrundbach bekannt, ist ein linker Zufluss der Wipper im Landkreis Mansfeld-Südharz in Sachsen-Anhalt (Deutschland).

## Verlauf
Die Walbke entspringt nördlich von Ritterode, fließt dann in einem Bogen nördlich um Hettstedt und mündet und bei Wiederstedt in die Wipper. Der Ort Walbeck, den sie auf ihrem Weg kurz vor dem nördlichsten Punkt durchläuft, wurde nach ihr benannt. Westlich von Walbeck überquert die Bundesstraße 180 auf der Ortsumgehung Hettstedt das Walbketal.

## Sehenswürdigkeiten am Bachverlauf
- Fischteiche bei Walbeck
- Tierpark Walbeck
- Planteurhaus Walbeck
- Adelheitsquelle
- Adelheitseiche
- Naherholungsgebiet Ölgrundteich Hettstedt